# Clistopyga alutaria
Clistopyga alutaria är en stekelart som beskrevs av Henry Keith Townes, Jr. 1960. Clistopyga alutaria ingår i släktet Clistopyga och familjen brokparasitsteklar. Inga underarter finns listade i Catalogue of Life.